# Metastelma palmeri
Metastelma palmeri là một loài thực vật có hoa trong họ La bố ma. Loài này được S. Watson mô tả khoa học đầu tiên năm 1883.